# Crawford (Mississippi)
Crawford è una città (town) degli Stati Uniti d'America, situata nella contea di Lowndes, nello Stato del Mississippi.